# Vallet
Vallet ist eine französische Gemeinde mit 9524 Einwohnern (Stand: 1. Januar 2022) im Département Loire-Atlantique in der Region Pays de la Loire; sie gehört zum Arrondissement Nantes und ist der Hauptort (chef-lieu) des Kantons Vallet. Die Einwohner heißen Valletais.

## Geografie
Vallet liegt an der Sanguèze. An der Grenze zur Nachbargemeinde Le Landreau entspringt der Fluss Goulaine, der hier noch Gueubert genannt wird. Umgeben wird Vallet von den Nachbargemeinden La Remaudière im Norden und Nordosten, La Regrippière im Osten, Sèvremoine im Südosten, Mouzillon im Süden, Le Pallet im Südwesten, La Chapelle-Heulin im Westen und Le Landreau im Nordwesten.
Durch die Gemeinde führen die Route nationale 249 sowie die früheren Route nationale 756 und 763.
Vallet befindet sich im Weinbaugebiet Muscadet Sèvre et Maine.

## Bevölkerungsentwicklung
| Jahr      | 1962 | 1968 | 1975 | 1982 | 1990 | 1999 | 2006 | 2017 |
| --------- | ---- | ---- | ---- | ---- | ---- | ---- | ---- | ---- |
| Einwohner | 4476 | 4603 | 4984 | 5717 | 6116 | 6807 | 7906 | 9015 |

## Gemeindepartnerschaften

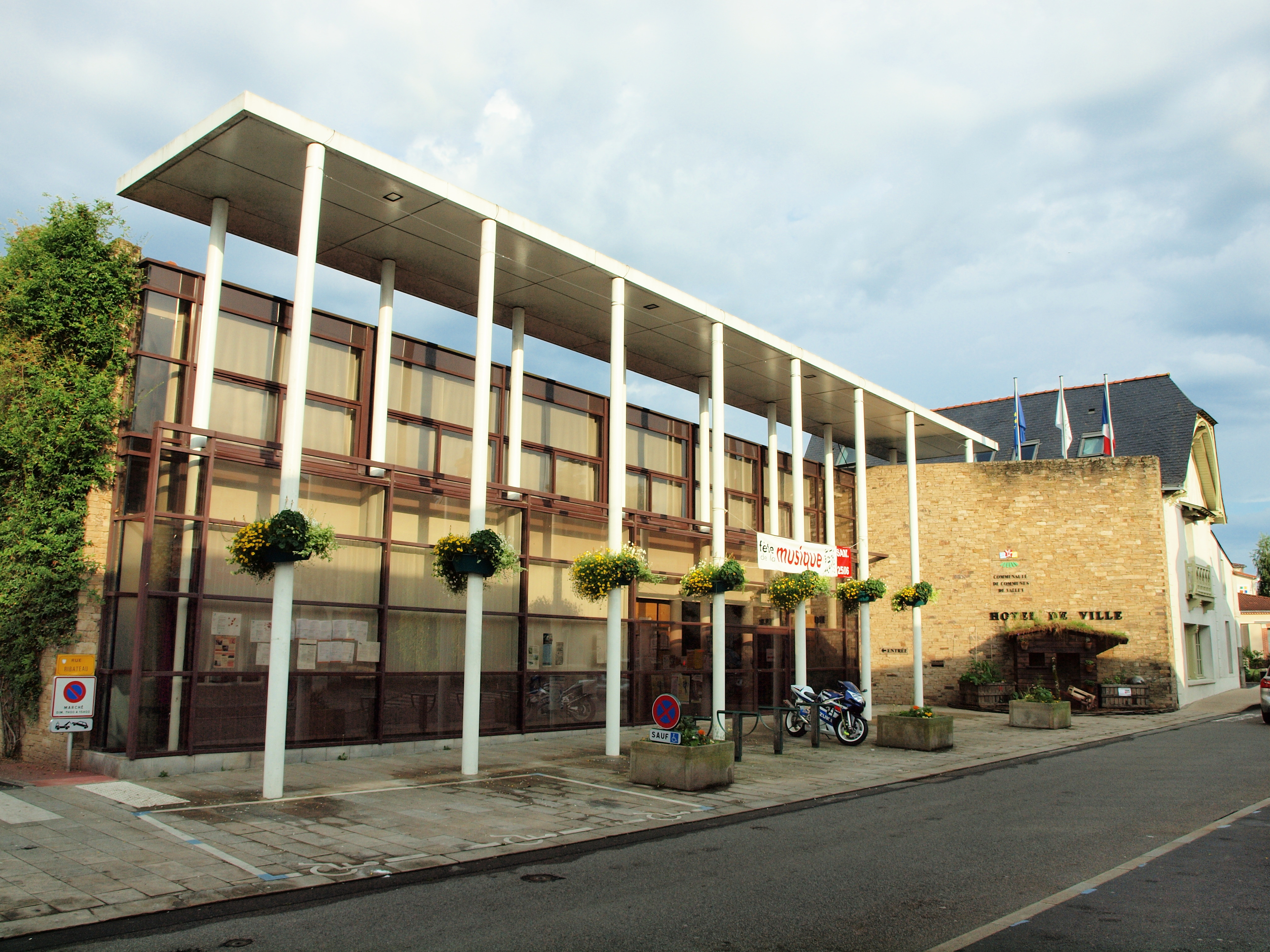
Rathaus (Hôtel de ville)

- Alcester, Warwickshire (England), Vereinigtes Königreich
- San Asensio, La Rioja, Spanien
- Santo Amaro, Portugal

## Sehenswürdigkeiten

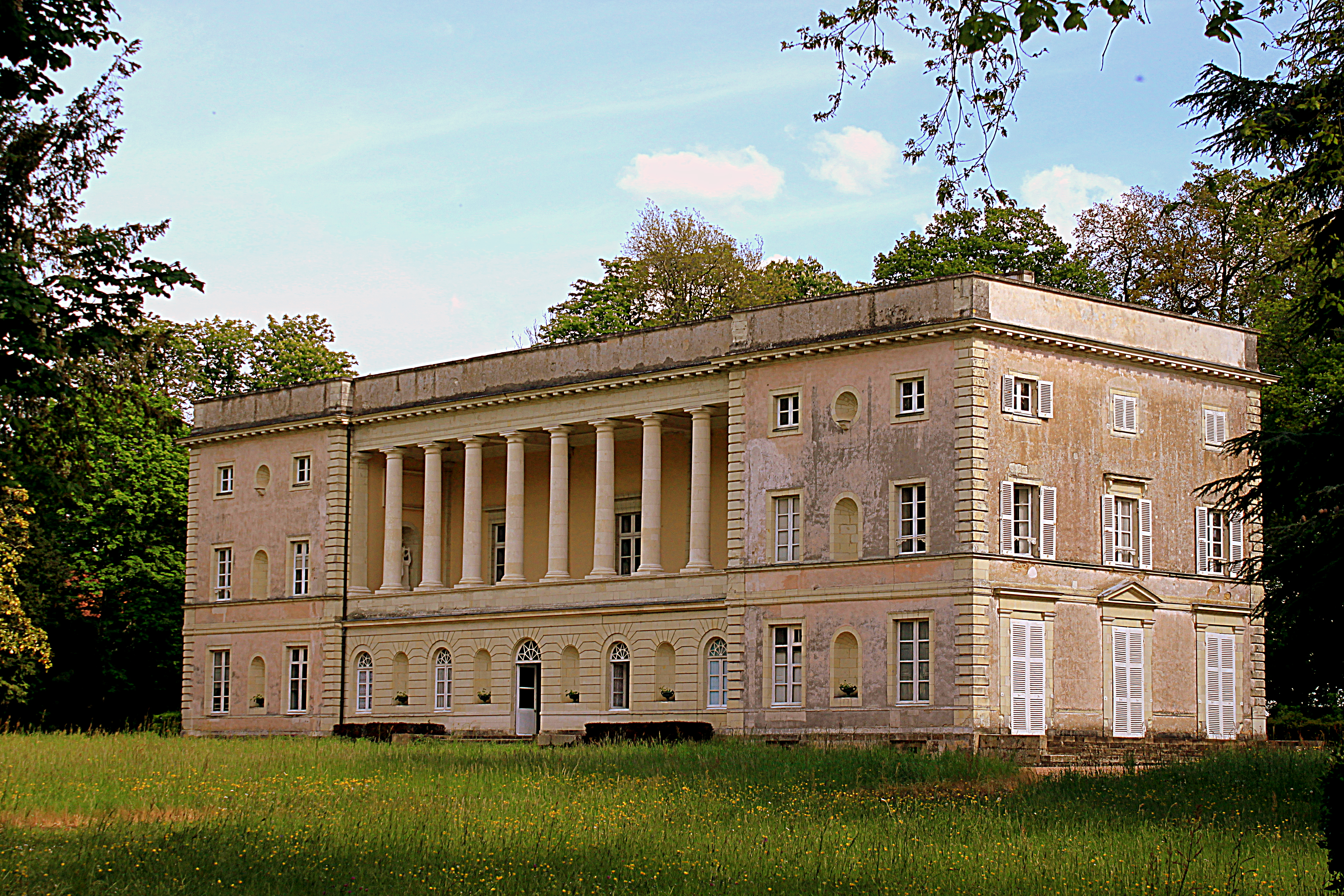
Château de la Noë Bel-Air

- Château de la Noë Bel-Air, zwischen 1835 und 1837 errichtet, Monument historique seit 1974/1998/1999
- Château du Cleray
- Château de Vénéran
- Château de la Pommeraie
- Château de Fromenteau
- Honoré-Windmühle aus dem 18. Jahrhundert
- Herrensitz von Bois Benoît aus dem 15. Jahrhundert
- Neogotische Kirche Notre-Dame aus dem 19. Jahrhundert
- Kapellen Sauvionnière und de la Boutinière aus dem 17. Jahrhundert